# Piaski (Szadek)
Pour les articles homonymes, voir Piaski.
Piaski est une localité polonaise de la gmina de Szadek, située dans le powiat de Zduńska Wola en voïvodie de Łódź.